# 静岡県議会
静岡県議会（しずおかけんぎかい、英: Shizuoka Prefecture Assembly）は、静岡県に設置されている地方議会である。

## 概要
任期は4年。議会解散が実施されれば任期満了前であっても議員任期は終了する。

### 会派
- 2024年5月、知事選挙が行われ、第2会派の「ふじのくに県民クラブ」が支援した鈴木康友が当選した。

| 会派名               | 議員数 | 所属党派                 | 女性議員数 | 女性議員の比率(%) |
| -------------------- | ------ | ------------------------ | ---------- | ----------------- |
| 自民改革会議         | 41     | 自由民主党               | 4          | 9.75              |
| ふじのくに県民クラブ | 17     | 立憲民主党2人 無所属15人 | 4          | 23.53             |
| 公明党静岡県議団     | 5      | 公明党                   | 2          | 40.00             |
| 無所属               | 5      |                          |            |                   |
| 定数                 | 68     |                          | 10         | 14.71             |

※2024年11月19日現在

### 委員会
- 常任委員会[2]
  - 総務委員会
  - 企画文化観光委員会
  - 危機管理くらし環境委員会
  - 厚生委員会
  - 産業委員会
  - 建設委員会
  - 文教警察委員会
- 特別委員会
- 議会運営委員会
- 決算特別委員会（毎年9月の定例会にて設置）

### 事務局
- 議会事務局[3]
  - 総務課
  - 秘書室
  - 議事課
  - 政策調査課
  - 議会図書室

## 定数
- 68人[4]
  - 2019年（平成31年）4月に実施された県議会議員選挙から定数が69人から68人に変更された。

## 各選挙区の定数・区域・選出議員
- 2023年に執行された選挙時の選挙区の数は34。この時の選挙から、清水町・長泉町選挙区についてそれぞれの町として選挙区を設置し各定数を1とする、また、沼津市選挙区について定数を3とすることとした[5]。
- 2024年（令和6年）1月に浜松市が行政区を再編したこと、また、一票の格差により天竜区として単独での選挙区を維持することが困難となったことから、同年2月に新選挙区の単位（区割り）及び定数に関する条例案が可決・成立[6]し、県全体の選挙区の数は29、浜松市中央区選挙区の定数を12、浜松市浜名区・天竜区選挙区の定数を3とすることとした[7]。同年3月に各議員がどの選挙区に所属するかをくじにより決定した[8]。次の表はこれらのことを反映した選出議員である。

| 選挙区名                   | 定数 | 区域                 | 選出議員（所属会派） | 選出議員（所属会派） |
| -------------------------- | ---- | -------------------- | -------------------- | -------------------- |
| 下田市・賀茂郡選挙区       | 1    | 下田市・賀茂郡       | 加畑毅（自民）       |                      |
| 伊東市選挙区               | 1    | 伊東市               | 中田次城（自民）     |                      |
| 熱海市選挙区               | 1    | 熱海市               | 藤曲敬宏（自民）     |                      |
| 伊豆市選挙区               | 1    | 伊豆市               | 野田治久（自民）     |                      |
| 伊豆の国市選挙区           | 1    | 伊豆の国市           | 土屋源由（自民）     |                      |
| 函南町選挙区               | 1    | 函南町               | 岩田徹也（自民）     |                      |
| 三島市選挙区               | 2    | 三島市               | 宮沢正美（自民）     | 伊丹雅治（自民）     |
| 清水町選挙区               | 1    | 清水町               | 坪内秀樹（自民）     |                      |
| 長泉町選挙区               | 1    | 長泉町               | 加藤祐喜（自民）     |                      |
| 裾野市選挙区               | 1    | 裾野市               | 鳥澤由克（自民）     |                      |
| 御殿場市・小山町選挙区     | 2    | 御殿場市・小山町     | 勝俣昇（自民）       | 和田篤夫（自民）     |
| 沼津市選挙区               | 3    | 沼津市               | 蓮池章平（公明）     | 杉山盛雄（自民）     |
| 沼津市選挙区               | 3    | 沼津市               | 曳田卓（県民）       |                      |
| 富士市選挙区               | 4    | 富士市               | 早川育子（公明）     | 伴卓（県民）         |
| 富士市選挙区               | 4    | 富士市               | 植田徹（自民）       | 鈴木澄美（自民）     |
| 富士宮市選挙区             | 2    | 富士宮市             | 四本康久（県民）     | 木内満（自民）       |
| 静岡市葵区選挙区           | 5    | 静岡市葵区           | 天野一（自民）       | 山本彰彦（公明）     |
| 静岡市葵区選挙区           | 5    | 静岡市葵区           | 天野多美子（自民）   | 小長井由雄（県民）   |
| 静岡市葵区選挙区           | 5    | 静岡市葵区           | 遠藤行洋（無）       |                      |
| 静岡市駿河区選挙区         | 4    | 静岡市駿河区         | 相坂摂治（自民）     | 杉山淳（県民）       |
| 静岡市駿河区選挙区         | 4    | 静岡市駿河区         | 牧野正史（公明）     | 佐地茂人（自民）     |
| 静岡市清水区選挙区         | 4    | 静岡市清水区         | 望月香世子（自民）   | 盛月寿美（公明）     |
| 静岡市清水区選挙区         | 4    | 静岡市清水区         | 松井優介（県民）     | 山田新（県民）       |
| 焼津市選挙区               | 2    | 焼津市               | 良知淳行（自民）     | 塚本大（無）         |
| 藤枝市選挙区               | 3    | 藤枝市               | 佐野愛子（県民）     | 西原明美（自民）     |
| 藤枝市選挙区               | 3    | 藤枝市               | 落合愼悟（自民）     |                      |
| 牧之原市・吉田町選挙区     | 1    | 牧之原市・吉田町     | 大石健司（自民）     |                      |
| 島田市・川根本町選挙区     | 2    | 島田市・川根本町     | 桜井勝郎（無）       | 河原崎聖（自民）     |
| 御前崎市選挙区             | 1    | 御前崎市             | 河原崎全（自民）     |                      |
| 菊川市選挙区               | 1    | 菊川市               | 赤堀慎吾（自民）     |                      |
| 掛川市選挙区               | 2    | 掛川市               | 増田享大（自民）     | 小沼秀朗（自民）     |
| 袋井市・森町選挙区         | 2    | 袋井市・森町         | 伊藤謙一（自民）     | 伊藤和子（県民）     |
| 磐田市選挙区               | 3    | 磐田市               | 川崎和子（県民）     | 沢田智文（県民）     |
| 磐田市選挙区               | 3    | 磐田市               | 江間治人（自民）     |                      |
| 浜松市中央区選挙区         | 12   | 浜松市中央区         | 竹内良訓（自民）     | 鈴木唯記子（県民）   |
| 浜松市中央区選挙区         | 12   | 浜松市中央区         | 杉本好重（自民）     | 田中照彦（県民）     |
| 浜松市中央区選挙区         | 12   | 浜松市中央区         | 中沢公彦（自民）     | 大石哲司（無）       |
| 浜松市中央区選挙区         | 12   | 浜松市中央区         | 鈴木啓嗣（自民）     | 田口章（県民）       |
| 浜松市中央区選挙区         | 12   | 浜松市中央区         | 飯田末夫（自民）     | 山本隆久（無）       |
| 浜松市中央区選挙区         | 12   | 浜松市中央区         | 鈴木利幸（自民）     | 中谷多加二（自民）   |
| 浜松市浜名区・天竜区選挙区 | 3    | 浜松市浜名区・天竜区 | 市川秀之（自民）     | 阿部卓也（県民）     |
| 浜松市浜名区・天竜区選挙区 | 3    | 浜松市浜名区・天竜区 | 良知駿一（県民）     |                      |
| 湖西市選挙区               | 1    | 湖西市               | 菅沼泰久（県民）     |                      |

## 議員報酬と諸手当
| 役職   | 報酬             | 期末手当         | 政務活動費                       | 合計支給額        |
| ------ | ---------------- | ---------------- | -------------------------------- | ----------------- |
| 議長   | 月額 102万3000円 | 年間 489万5055円 | 月額 45万0000円 会派所属議員対象 | 年間 2257万1055円 |
| 副議長 | 月額 90万4000円  | 年間 432万5640円 | 月額 45万0000円 会派所属議員対象 | 年間 2057万3640円 |
| 議員   | 月額 83万4000円  | 年間 399万0690円 | 月額 45万0000円 会派所属議員対象 | 年間 1939万8690円 |

- 「特別職の職員等の給与等に関する条例」により規定。[21][22]
- 「静岡県政務活動費の交付に関する条例 第1条」会派毎（議員個人毎の支給無し）に、一か月当たり、45万円に当該会派の所属議員数を乗じて得た額とする。（一部抜き書き）により規定。[23]

## 主な静岡県議会議員関係者

### 国会議員
- 渡辺周（衆議院議員）
- 源馬謙太郎（衆議院議員）
- 深澤陽一（衆議院議員）
- 大岡敏孝（第3次安倍改造内閣・財務大臣政務官、衆議院議員）
- 望月義夫（第1次安倍内閣・国土交通副大臣、第2次安倍改造内閣及び第3次安倍内閣・環境大臣、元衆議院議員）
- 牧野京夫（参議院国土交通委員長、参議院議員）
- 山﨑真之輔（元参議院議員）
- 海野徹（元参議院環境委員長、元参議院議員）
- 栗原裕康（元沼津市長、元衆議院議員）
- 山田順策（元静岡市長、元衆議院議員）
- 戸塚進也（元掛川市長、元衆議院議員）
- 平賀高成（元衆議院議員）

### 首長
- 田辺信宏（元静岡市長）
- 小嶋善吉（元静岡市長）
- 荻野凖平（元静岡市長）
- 小野達也（伊東市長）
- 佃弘巳（元伊東市長）
- 小野登志子（元伊豆の国市長）
- 須藤秀忠（富士宮市長）
- 中野弘道（焼津市長）
- 松井三郎（元掛川市長）
- 豊岡武士（三島市長）
- 小池政臣（元三島市長）
- 大場規之（袋井市長）
- 西原茂樹（元牧之原市長）
- 榛葉達男（元菊川町長）
- 森昌也（元島田市長）
- 田内浩之（湖西市長）

### その他
- 6代目鈴木與平（鈴与創業者、元貴族院議員、元静岡県議会議長）
- 服部寛一郎（静岡県オンブズマンネットワーク代表）